# Дизайнер
Дизайнер — це людина, яка планує форму або структуру чогось ще до його створення, готуючи креслення чи плани. У практичному сенсі дизайнером можна назвати будь-кого, хто розробляє матеріальні або нематеріальні об’єкти, продукти, процеси, правила, ігри, графіку, послуги чи різні види досвіду  

## Огляд
Дизайнер – це людина, яка розробляє та створює нові концепції, ідеї та продукти для масового споживача. Це відрізняється від митця, який створює мистецтво для вузького кола людей, здатних зрозуміти та оцінити його. Проте обидві сфери вимагають певного розуміння естетики. Дизайн  одягу, меблів та інших побутових предметів історично залишався в руках традиційних ремісників, які спеціалізувалися на їх ручному виготовленні. 
Зі зростанням складності промислового дизайну в сучасному суспільстві та потреби масового виробництва, де більше часу означає більші витрати, виробничі методи ускладнилися, що вплинуло на процес створення та виготовлення дизайнів. Класичні сфери дизайну тепер розділилися на більш вузькі та спеціалізовані галузі, такі як ландшафтний дизайн, міський дизайн, дизайн інтер'єру, промисловий дизайн, дизайн меблів, дизайн одягу та інші, залежно від продукту чи методів його виготовлення. Незважаючи на різноманітні спеціалізації в індустрії дизайну, їх об'єднують спільні підходи, навички та методи роботи.
Застосування методів проектування та дизайнерського мислення для вирішення проблем і розробки нових рішень є ключовими аспектами роботи дизайнера. Важливою частиною їхньої діяльності є вивчення та розуміння аудиторії, для якої вони створюють свої проєкти.
Методи викладання, навчальні програми та теорії в освіті можуть відрізнятися залежно від навчального закладу та галузі навчання. У промисловості команди дизайнерів для великих проєктів зазвичай включають різні типи фахівців і дизайнерів. Взаємодія між членами команди змінюється залежно від характеру проєкту, виробничих процесів або проведених досліджень, проте зазвичай кожен член команди має можливість долучитися до процесу створення.

## Дизайнерські професії
Різні типи дизайнерів включають:
- Анімація
- Архітектура
- Комунікаційний дизайн
- Дизайн костюмів[en]
- Інженерне проектування
- Модний дизайн
- Квітковий дизайн
- Дизайн меблів
- Дизайн гри[en]
- Графічний дизайн
- Промисловий дизайн
- Інструкційне проектування
- Дизайн взаємодії
- Дизайн інтер'єру
- Ювелірний дизайн[en]
- Ландшафтний дизайн[en]
- Дизайн логотипу
- Дизайн освітлення[en]
- Дизайн упаковки
- Дизайн продукту
- Сценічний дизайн[en]
- Сервісний дизайн
- Дизайн програмного забезпечення
- Звукове оформлення
- Стратегічний дизайн[en]
- Проектування систем[en]
- Текстильний дизайн[en]
- Міський дизайн
- Дизайн взаємодії з користувачем
- Дизайн інтерфейсу користувача
- Веб дизайн

## Дивіться також
- Архітектор
- Дизайн
- Інженер-конструктор
- Дизайнерська фірма
- Дизайн ямисленн[en]
- Образотворче мистецтво